# Philine polystrigma
Philine polystrigma är en snäckart som först beskrevs av Dall 1908.  Philine polystrigma ingår i släktet Philine och familjen havsmandelsnäckor. Inga underarter finns listade i Catalogue of Life.